# Leandro (football, 1985)
Pour les articles homonymes, voir Leandro.
Leandro Montera da Silva est un footballeur brésilien né le 12 février 1985. Il est attaquant.

## Palmarès
- Vainqueur de la Ligue des champions de l'AFC en 2011
- Vainqueur de la Qatar Crown Prince Cup en 2012
- Vainqueur de la Qatari Stars Cup en 2010